# Bravo-Jahrescharts 1980
Die Jugendzeitschrift Bravo erscheint seit 1956 und enthält in jeder Wochenausgabe eine Hitliste, die von den Lesern gewählt wurde. Zum Jahresende wird eine Jahreshitliste erstellt, die Bravo-Jahrescharts. Seit 1960 wählen die Bravo-Leser zudem ihre beliebtesten Gesangsstars und dekorieren sie mit dem Bravo Otto.

## Bravo-Jahrescharts 1980
1. Give Me More – The Teens – 501 Punkte
2. Another Brick in the Wall – Pink Floyd – 467 Punkte
3. Xanadu – Olivia Newton-John & Electric Light Orchestra – 396 Punkte
4. Boat on the River – Styx – 356 Punkte
5. Sun of Jamaica – Goombay Dance Band – 331 Punkte
6. I Have a Dream – ABBA – 320 Punkte
7. The Winner Takes It All – ABBA – 314 Punkte
8. It’s a Real Good Feeling – Peter Kent – 292 Punkte
9. Funkytown – Lipps, Inc. – 285 Punkte
10. Weekend – Earth & Fire – 267 Punkte

## Bravo-Otto-Wahl 1980

### Pop-Gruppe
1. Goldener Otto: The Teens
2. Silberner Otto: ABBA
3. Bronzener Otto: Kiss

### Sänger
1. Goldener Otto: Leif Garrett
2. Silberner Otto: Peter Maffay
3. Bronzener Otto: Cliff Richard

### Sängerinnen
1. Goldener Otto: Olivia Newton-John
2. Silberner Otto: Suzi Quatro
3. Bronzener Otto: Diana Ross